# Snapdragon (Prozessor)
Snapdragon bezeichnet eine System-on-a-Chip-Familie von Qualcomm, deren Hauptprozessorkomponente auf der Arm-Architektur basiert. Die Snapdragon-SoCs sind auf niedrigen Strombedarf und Akkubetrieb optimiert. Als Einsatzgebiete sind mobile Computer wie Smartphones, Tablets und Smartwatches sowie eingebettete Systeme im Automobil und in der Unterhaltungselektronik vorgesehen. Das erste SoC der Snapdragon-Familie wurde mit dem Modell MSM7225 im Februar 2007 vorgestellt. Im Jahr 2019 hatten Snapdragon-Prozessoren bei Smartphones einen Marktanteil von 36 %.

## Modellnummern und Klassifizierung

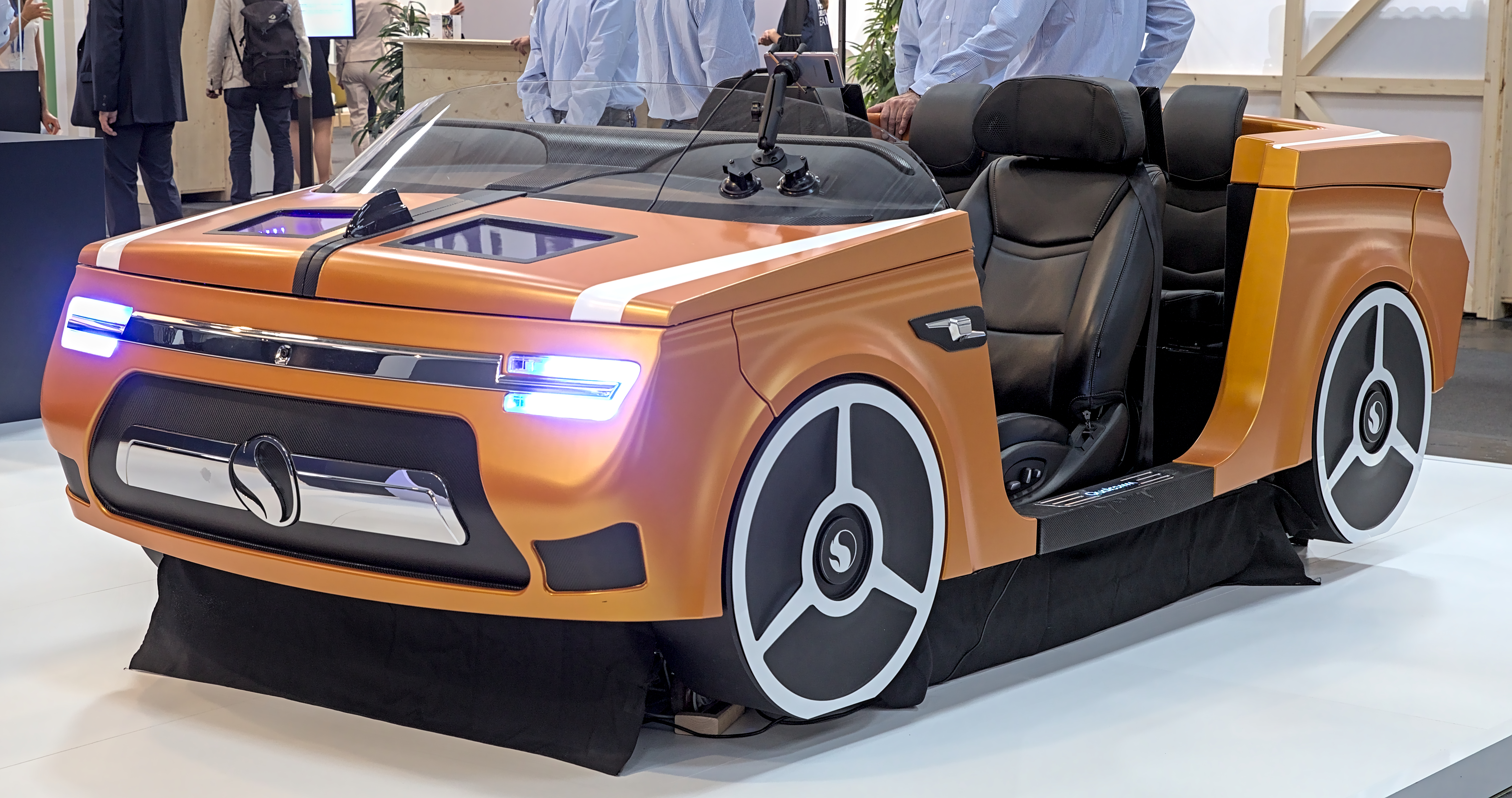
Auf der IAA 2021 zeigte Qualcomm, wie Snapdragon-Prozessoren in Fahrzeugen eingesetzt werden können

Die SoCs der Snapdragon-Familie werden durch eine von Qualcomm vergebene Modellnummer eindeutig bezeichnet. Gewöhnlich ist diese siebenstellig, besteht aus drei Großbuchstaben am Anfang, gefolgt von vier Ziffern. Die Buchstabencodes MSM und QSD verweisen dabei auf die Integration eines Mobilfunkmodems, während der Code APQ SoCs ohne Mobilfunkmodem bezeichnet. Auf die vierstellige Zahl folgt bei einigen Modellen ein bis zu zweistelliger Buchstabencode, um – zum Beispiel – Taktvarianten des SoCs zu kennzeichnen. Zu Marketingzwecken entschied Qualcomm 2011, die schon damals zahlreichen SoC-Modelle der Snapdragon-Familie in Leistungsklassen einzuteilen. Zunächst entstanden die Klassen System 1 (kurz: S1) bis System 4 (kurz: S4). Klasse S1 umfasste Snapdragon-SoCs für einfache „Massenmarktsmartphones“, Klasse S2 SoCs für „Hochleistungssmartphones und -tablets“. Die SoCs der S3-Klasse waren für „Multitasking- und fortgeschrittene Spieleanwendungen“ vorgesehen. Klasse S4 war für den Einsatzzweck „Geräte der nächsten Generation“ reserviert und wurde später nochmals unterteilt. So entstanden 2012 die Modellreihen S4 Play, S4 Plus, S4 Pro und S4 Prime. 2013 führte Qualcomm ein neues Klassifizierungsschema ein und kündigte an, zukünftig erscheinende Snapdragon-Modelle abhängig von deren Leistung und Einsatzbestimmung in die Produktreihen Snapdragon 200, Snapdragon 400, Snapdragon 600 und Snapdragon 800 unterteilen zu wollen. Snapdragon 200 steht dabei für das untere Ende des Leistungsspektrums, Snapdragon 800 für das obere. Inzwischen ist Qualcomm dazu übergegangen, auch für einzelne SoC-Modelle marketingfreundliche Namen einzuführen. So wird zum Beispiel MSM8994 aus der Snapdragon-800-Serie unter der Bezeichnung Snapdragon 810 vermarktet. Ende 2021 hat Qualcomm eine neue Benennung eingeführt, steht so hieß der Flaggschiffprozessor aus dem Jahr 2022 Snapdragon 8 Gen 1, die überarbeitete Version Snapdragon 8+ Gen 1, der Flaggschiffprozessor des Jahres 2023 heißt dann Snapdragon 8 Gen 2. Die Erste Ziffer steht bei der neuen Benennung für die Prozessorserie, 8 als Flaggschiffprozessor; 7 für Mittelklassegeräte; 6 für die günstige Mittelklasse; 4 für Einsteigergeräte zwischen 100 und 200 Euro; 2 für Einsteigergeräte mit einem Kaufpreis von unter 100 Euro. Ein überarbeiteter Prozessor ist an einem Plus nach der ersten Ziffer zu erkennen, danach folgt die chronologische Nummerierung der Prozessorgenerationen.

## Technische Details

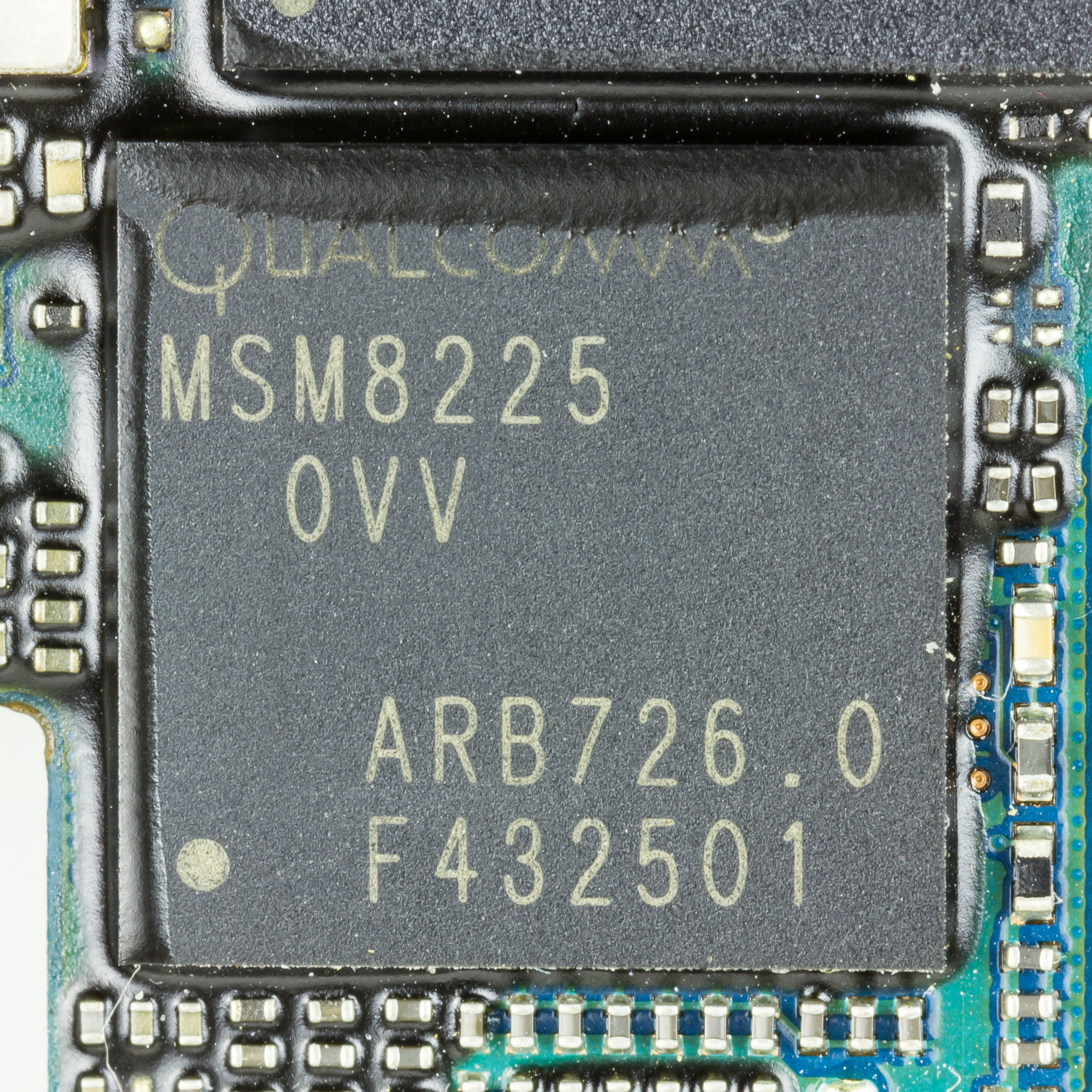
Gehäuse des MSM8225 (S4 Play)

Als Hauptprozessoren (CPUs) werden sowohl von ARM lizenzierte IP-Cores als auch Eigenentwürfe auf Basis der Arm-Architekturen v7 und v8 verwendet. Für die Snapdragon-Reihe lizenziert wurden bislang die IP-Cores ARM926EJ-S, ARM1136EJ-S, Cortex-A5, Cortex-A7, Cortex-A53, Cortex-A57 und Cortex-A72. Der von Qualcomm selbst entworfene CPU-Kern früher, zwischen 2008 und 2011 eingeführter Snapdragon-Modelle heißt Scorpion, implementiert Armv7 und ähnelt den Cortex-A8- und Cortex-A9-Kernen. Er kommt in diversen SoCs bis Klasse S3 zum Einsatz. Diverse zwischen 2012 und 2014 in den Produktreihen S4 sowie Snapdragon 400 und höher eingeführte Modelle basieren hingegen auf Qualcomms Krait-Design, das ebenfalls eine Umsetzung von Armv7 ist, dessen Rechenleistung sich aber in der Nähe des Cortex-A15 einordnet. Gegenüber Cortex-A15 hat Krait den Vorteil, dass es energieeffizienter arbeitet und akkubetriebenen Geräten eine längere Laufzeit ermöglicht. 2015 führte Qualcomm im Zusammenhang mit dem Snapdragon 820 das zu Armv8 kompatible CPU-Design namens Kryo ein. Für Kryo und den Snapdragon 820 verspricht der Hersteller „bis zu doppelte Leistung“ und „bis zu doppelte Energieeffizienz“ gegenüber dem mit Cortex-A57 ausgestatteten Snapdragon 810.
Abgesehen von MSM7225 und MSM7625 sind alle Snapdragon-SoCs mit einem Grafikprozessor Adreno 200 oder höher ausgestattet. Alle Modelle verfügen über einen digitalen Signalprozessor, unterstützen USB 2.0 oder höher sowie den Anschluss von GPS- und Kamera-Modulen. Seit dem S4 sind die Modellreihen mit im SoC integrierten GPS-Empfänger sowie Bluetooth-, WLAN- und Mobilfunkmodem lieferbar, womit neben vereinfachtem Gerätedesign auch eine Kosten- und Energieersparnis verbunden ist.
Die für die Herstellung von Snapdragon-SoCs verwendeten minimalen Strukturgrößen reichen von 65 nm beim MSM7225 bis zu 5 nm beim SM8350 („Snapdragon 888“).
|                   | S4 Play                                       | S4 Plus                                               | S4 Pro                                                | S4 Prime                                          |
| ----------------- | --------------------------------------------- | ----------------------------------------------------- | ----------------------------------------------------- | ------------------------------------------------- |
| CPU               | bis zu 1,2 GHz, 2- oder 4-Kern, Arm Cortex A5 | bis zu 1,7 GHz, 2-Kern, „Krait“                       | bis zu 1,7 GHz, 2- oder 4-Kern, „Krait“               | bis zu 1,7 GHz, 4-Kern, „Krait“                   |
| GPU               | Adreno 203                                    | bis zu Adreno 305                                     | Adreno 320                                            | Adreno 320                                        |
| Video             | FWVGA                                         | bis zu 1080p HD Video                                 | 1080p-HD-Video                                        | 1080p-HD-Video                                    |
| Modem             | 3G/4G World/multimode                         | 3G/4G World/multimode, LTE bei einigen Untervarianten | 3G/4G World/multimode, LTE bei einigen Untervarianten | kein Funkmodem                                    |
| Kamera            | bis zu 8 MP                                   | bis zu 20 MP, stereoskopisches 3D-Kit                 | bis zu 20 MP, stereoskopisches 3D-Kit                 | bis zu 20 MP, stereoskopisches 3D-Kit             |
| GPS               | gpsOne Gen 7                                  | gpsOne Gen8A                                          | gpsOne Gen8A                                          | gpsOne Gen8A                                      |
| USB               | USB 2.0 High Speed                            | USB 2.0 High Speed OTG (480 Mbps)                     | USB 2.0 High Speed OTG (480 Mbps)                     | USB 2.0 High Speed OTG (480 Mbps)                 |
| Bluetooth         | Discrete solution BT 3.x                      | integrierter digitaler Kern BT4.0 †                   | integrierter digitaler Kern BT4.0 †                   | integrierter digitaler Kern BT4.0 †               |
| W-LAN             | Discrete solution 802.11n (2,4 GHz)           | integrierter digitaler Kern 802.11n (2,4/5 GHz) †     | integrierter digitaler Kern 802.11n (2,4/5 GHz) †     | integrierter digitaler Kern 802.11n (2,4/5 GHz) † |
| Fertigungsprozess | 45 nm                                         | 28 nm                                                 | 28 nm                                                 | 28 nm                                             |

Im Juni 2013 wurden die Modelle Snapdragon 600 (maximal 1,7 GHz CPU-Takt, vier Krait-300-Kerne, Adreno-320-Grafikprozessor) und Snapdragon 800 mit der Adreno-330-GPU und vier Krait 400-Kernen mit maximalem Prozessortakt von 2,3 GHz vorgestellt; im SoC integriert sind jeweils der Zugriff auf LTE-Netze mit bis zu 150 Mbps sowie eine WLAN-Netzwerkkarte (802.11ac), GPS und Bluetooth. Beide Snapdragon-Modelle werden mit einer überarbeiteten Mikroarchitektur und einem neuen 28-nm-Fertigungsprozess von der taiwanischen Foundry TSMC produziert. Im gleichen Jahr im November erschien der Snapdragon-805, der mit vier Kernen des Typs Krait-450 CPU-Taktraten von bis zu 2,7 GHz ermöglicht und über den verbesserten Grafikprozessor Adreno 420 den Videostandard Ultra HD – mit Auflösungen bis zu 3840 × 2.160 Bildpunkten – unterstützt. Die DirectX11-FL-11_2-Pipeline der mit 600 MHz getakteten GPU unterstützt OpenGL ES 3.1., OpenCL 1.2. und dynamische Hardware-Tesselation. Dazu beinhaltet die GPU auch die von ARM im Jahr 2012 präsentierte sogenannte adaptive skalierbare Textur-Kompression (ASTC von adaptive scalable texture compression). Die Speicherschnittstelle erreicht mit 25,6 GB/s Datendurchsatz den seinerzeit höchsten Wert aller Mobilprozessoren.

Im April 2014 stellte Qualcomm die SoCs Snapdragon 808 und Snapdragon 810 vor. Beide setzen auf die 64-Bit-Prozessorkerne Cortex-A57 und Cortex-A53 und somit auf den Befehlssatz Armv8-A. LTE wird in Cat-6 mit Datenübertragungsraten von bis zu 300 MBit/s im Downstream und bis zu 50 MBit/s im Upstream unterstützt. Der Snapdragon 810 kann mit LPDDR4-Arbeitsspeicher kombiniert werden. Er besteht unter anderem aus vier Cortex-A57- und vier Cortex-A53-CPUs, der Grafikeinheit Adreno 430 sowie einem LTE-Cat-6-Multimode-Modem. Die Adreno-430-GPU soll im Vergleich zur Adreno 420 im Snapdragon 805 eine um 30 Prozent schnellere Grafik-Performance und einen um 20 Prozent niedrigeren Stromverbrauch haben. Sie unterstützt 4K-Display-Auflösungen. Dies wird trotz identischer Mikroarchitektur zur Adreno 420 durch die Erweiterung einer Quad-Core- zu einer Hexa-Core-Architektur erreicht. Das von ARM entwickelte big.LITTLE-Prozessing für die Cortex-A57/A53-CPUs wurde von Qualcomm erheblich verbessert, indem z. B. auch sprunghafte Laständerungen berücksichtigt werden und der Energieverbrauch bei einem CPU-Wechsel modelliert wurde. Die kombinierten 14-Bit-Dual-Bildsignalprozessoren des Snapdragon 810 erlauben außerdem mit bis zu 55 Megapixel auflösende Kameras an mobilen Endgeräten. Der Snapdragon 808 besteht unter anderem aus zwei Cortex-A57- und Cortex-A53-Recheneinheiten, der GPU Adreno 418 und einem LTE-Modem von Qualcomm. Das SoC kommuniziert mit LPDDR3-Arbeitsspeicher und unterstützt 2K-Display-Auflösungen. Snapdragon 810 und Snapdragon 808 werden jeweils im 20-nm-Verfahren gefertigt und sind für den Einsatz in Highend-Smartphones und -Tablets vorgesehen.
Der Snapdragon 865 Plus, eine verbesserte Version des Snapdragon 865, war der erste Chip für Smartphones, der mit mehr als 3 GHz taktet.

## Auf Snapdragon basierende, besondere Geräte
Das erste auf Snapdragon basierende Gerät war das Toshiba TG01-Smartphone.
Im Juni 2009 zeigte ASUS mit einer Eee PC-Variante erstmals ein PC-ähnliches Gerät (nach Acorn) mit Snapdragon-Prozessor; auf ihm lief Googles Android als Betriebssystem. Das Gerät wurde jedoch nur als Prototyp präsentiert und gelangte nicht in den Verkauf.
Das Google Nexus One (vorgestellt am 5. Januar 2010) ist erstmals ein Android-Referenzsystem mit Snapdragon-Prozessor (1 GHz Qualcomm QSD8250).
Das 2013 veröffentlichte Nokia Lumia 1020 besitzt einen speziellen Snapdragon-S4-Prozessor, der die 41-Megapixel-Kamera von Zeiss unterstützt. Normalerweise kann der S4-Prozessor solch hohe Kameraauflösungen nicht verarbeiten.
Die im Februar 2021 zusammen mit dem Rover Perseverance auf dem Mars gelandete Helikopterdrohne Ingenuity nutzt einen Snapdragon 801-Prozessor zur Datenverarbeitung.

## Mögliche Betriebssysteme
Die Snapdragon-Architektur wird von verschiedenen Systemen unterstützt:
- Android
- BrewMP (ein von Qualcomm entwickeltes Betriebssystem „Mobile Platform“)
- QNX Neutrino OS
- BlackBerry 10
- Firefox OS
- Sailfish OS
- HP webOS
- Linux
- Windows Mobile
- Windows Phone 7
- Microsoft Windows Phone 8
- Microsoft Windows RT
- Microsoft Windows 10
- Microsoft Windows 11

## Ähnliche Plattformen
- Atom von Intel (ein x86-Prozessor mit Grafikprozessor, kein Arm)
- A4, A5 und Apple A6 von Apple
- Exynos von Samsung
- Fusion von AMD (ein x86-Prozessor mit Grafikprozessor, kein Arm)
- i.MX von Freescale
- Nomadik von ST-Ericsson (Joint-Venture von STMicroelectronics und Ericsson)
- OMAP von Texas Instruments
- Smartphone und Tablet Prozessoren von MediaTek
- PXA und Armada von Marvell
- SH-Mobile von Renesas (eigene RISC-Prozessor-Plattform, kein Arm)
- Tegra von Nvidia